# Lars and the Real Girl
Lars and the Real Girl es una película de 2007 estadounidense-canadiense escrita por Nancy Oliver y dirigida por Craig Gillespie. Está protagonizada por Ryan Gosling, Emily Mortimer, Paul Schneider, Kelli Garner y Patricia Clarkson.
A pesar de no superar su presupuesto inicial en su lanzamiento, la película fue aclamada por la crítica. Ganó una nominación a los premios Óscar en la categoría de mejor guion original, mientras que Gosling recibió una nominación al Globo de Oro como mejor actor - comedia o musical y una nominación al Sindicato de Actores como mejor actor.

## Sinopsis
Lars Lindstrom vive una vida aislada en un pequeño pueblo del norte. Su madre falleció al dar a luz, causando que su padre mantenga una relación fría con él y su hermano mayor, Gus. Gus siente culpa por haberse alejado tan pronto como fue capaz de autosustentarse, y Lars carga con el peso de la muerte de su madre y un miedo irracional a la muerte durante el alumbramiento. Como resultado, carga con comportamientos que lo hacen alejarse de la gente y con hafefobia, lo que lo hace aislarse socialmente.
Habiendo heredado la casa familiar luego de la muerte de su padre, ambos hermanos viven en la propiedad junto a Karin, esposa de Gus. Lars vive en el garage reconvertido, mientras que Gus y Karin, quien está embarazada de su primer hijo, en la casa. Karin intenta sacar a Lars de su caparazón, pero a él le es muy difícil interactuar con otros, incluso desconociendo los esfuerzos de una colega, Margo, de acercarse a él.
Una tarde, Lars anuncia felizmente que tiene una invitada ala que conoció online. Una mujer misionera que utiliza una silla de ruedas, de ascendencia brasileña y danesa, llamada Bianca. Gus y Karin quedan soprendidos al ver que Bianca es, en realidad, una muñeca de tamaño real ordenada de una página web para adultos. Procupados, convencen a Lars de llevar a Bianca a la doctora familiar, Dagmar Berman, quien también es psicóloga. Berman diagnostica a Bianca con hipotensión, y le dice a Lars que Bianca debe realizar un "tratamiento semanal", como excusa para analizar el comportamiento de Lars. Berman les dice a Gus y Karin que el delirio de Lars es una manifestación de un problema más profundo que hay que tratar y solicita la ayuda de ellos para el tratamiento, diciéndole que deben tratar a Bianca como si fuera una persona real. Mientras tanto, Margo ha comenzado a salir con otro compañero de trabajo, lo que secretamente molesta a Lars.
Eventualmente, Lars presenta a Bianca como su novia delante de sus compañeros de trabajo y la gente del pueblo, quienes la tratan como si fuera una persona real. Asimismo, para reducir la dependencia de Lars, comienzan a llenar la agenda de Bianca con eventos sociales y de caridad, lo que causa que Lars comience a interactuar más con los lugareños. Cuando Margo le informa a Lars que ha roto con su novio, él acepta ir a jugar con ella al bowling mientras Bianca atiende una reunión en el colegio. Luego, otras personas se unen a Lars y Margo. Esto marca el comienzo de Lars interactuando más asiduamente con otras personas y de comunicarse más socialmente.
Una mañana, Karin y Gus son despertados por un Lars entrado en pánico, alarmado porque Bianca no responde, y es llevada de urgencia al hospital.Luego de que Lars le diga a Gus y Karin que Bianca está muriendo, Berman les dice que Lars ha tomado sus propias decisiones relacionadas al futuro de Bianca. La noticia se esparce por el pueblo, y la gente se pregunta qué significa esto en relación con la recuperación social de Gus. Durante una visita al lago, Gus y Karin observan a un desconsolado Lars en el agua junto a una Bianca "moribunda".
El funeral de Bianca convoca a gran parte del pueblo. Luego del entierro, Lars y Margo se encuentran junto a la tumba. Cuando Margo le dice que deben ir con los demás, Lars le pregunta si quiere dar una caminata junto a él, lo cual Margo acepta.

## Reparto
- Ryan Gosling como Lars Lindstrom.
- Emily Mortimer como Karin Lindstrom.
- Paul Schneider como Gus Lindstrom.
- R. D. Reid como Reverendo Bock.
- Kelli Garner como Margo.
- Patricia Clarkson como Dagmar.
- Víctor Gómez como Héctor.
- Lauren Ash como Holly.

## Producción
En esta película, un especial en el DVD, la guionista Nancy Oliver revela la inspiración por el guion fue de una página real, Real.Doll.com, que aparece en la película. La película ambientada en el estado norteamericano de Wisconsin, fue filmada con un presupuesto de US$12 millones en Alton, Elora, King Township, Toronto, Uxbridge, y Whitevale, todas ubicadas en la provincia de Ontario.

## Lanzamiento
La película se estrenó en el Festival Internacional de Cine de Toronto en septiembre de 2007 antes de ir a un lanzamiento limitado en Estados Unidos el 12 de octubre de 2007. Inicialmente se inauguró en siete pantallas en Nueva York, Los Ángeles, y California, y ganó $90,418 en su primera semana. Luego, se expandió a 321 cines y se mantuvo durante 147 días, ganando $5,972,884 en el país y $5,320,639 en mercados extranjeros para una taquilla mundial total de $11,293,663.
La película fue presentada en el Festival de cine de Austin, en el Festival de Cine Heartland, en el Festival de Cine de Torino, en el Festival de Cine de Glasgow, y en el Festival Internacional de Cine de Las Palmas de Gran Canaria.

## Premios

### Oscar
| Año  | Categoría            | Persona      | Resultado |
| ---- | -------------------- | ------------ | --------- |
| 2008 | Mejor guion original | Nancy Oliver | Candidato |

### Globos de Oro
| Año  | Categoría                       | Persona      | Resultado |
| ---- | ------------------------------- | ------------ | --------- |
| 2008 | Mejor actor - Comedia o musical | Ryan Gosling | Candidato |

### Premios del Sindicato de Actores
| Año  | Categoría   | Persona      | Resultado |
| ---- | ----------- | ------------ | --------- |
| 2008 | Mejor actor | Ryan Gosling | Candidato |